# Liste des chapitres de Muhyo et Rôjî, bureau d'investigation des affaires paranormales
Cet article est un complément de l’article sur le manga Muhyo et Rôjî, bureau d'investigation des affaires paranormales (2004-2008). Il contient la liste des volumes du manga parus en presse, avec les chapitres qu’ils contiennent.

## Éditions

### Édition japonaise
- Édition : Shueisha
- Statut : série terminée
- Nombre de volumes sortis : 18
- Prépublication : Weekly Shonen Jump

### Édition française
- Édition : Kana
- Statut : série terminée
- Nombre de volumes : 18

## Liste des volumes
| no | Japonais        | Japonais          | Français        | Français      |
| no | Date de sortie  | ISBN              | Date de sortie  | ISBN          |
| --- | --------------- | ----------------- | --------------- | ------------- |
| 1 | 2 mai 2005      | 978-4-08-873827-7 | 4 avril 2008    | 9782505002956 |
| Liste des chapitres : - 1. "Rie & Taeko" - 2. "Old Mrs. Kiyomi" - 3. "Genius" - 4. "The Present" - 5. "Kenji, Destroyer of Signs" - Special One: Shot: "Muhyo & Roji's Bureau of Supernatural Investigation"                                                                                 |                 |                   |                 |               |
| 2 | 4 juillet 2005  | 978-4-08-873833-8 | 6 juin 2008     | 9782505003243 |
| Liste des chapitres : - 6. "Unfading" - 7. "Nana's photos" - 8. "Daddy" - 9. "Roji's pen" - 10. "Presence" - 11. "Premonition" - 12. "Madness" - 13. "Pride" - 14. "Together" |                 |                   |                 |               |
| 3 | 4 octobre 2005  | 978-4-08-873867-3 | 29 août 2008    | 9782505003700 |
| Liste des chapitres : - 15. "Someone's There" - 16. "Lurker in the Grass" - 17. "The Ghost Writer" - 18. "Zansetsu Hirata" - 19. "The Night Butterfly" - 20. "Artificer Biko" - 21. "The Landing" - 22. "Into The Arcanum" - 23. "The Mad Planter"                                           |                 |                   |                 |               |
| 4 | 2 décembre 2005 | 978-4-08-874001-0 | 17 octobre 2008 | 9782505004165 |
| Liste des chapitres : - 24. "Tremors" - 25. "Rio & Roji" - 26. "Sophie" - 27. "A Ray of Light" - 28. "Advanced Magic Law" - 29. "Sad Times Ahead" - 30. "Falling Mist" - 31. "Raspberries" - 32. "Determination"                                                                             |                 |                   |                 |               |
| 5 | 3 mars 2006     | 978-4-08-874030-0 | 5 décembre 2008 | 9782505004431 |
| Liste des chapitres : - 33. "All or Nothing" - 34. "Face: off" - 35. "The Promise" - 36. "Swallows in the wind" - 37. "Kokkuri" - 38. "Enter Goryo" - 39. "The Plan" - 40. "Akagawa Apartments" - 41. "Dolls"                                                                                |                 |                   |                 |               |
| 6 | 2 juin 2006     | 978-4-08-874112-3 | 5 février 2009  | 9782505005254 |
| Liste des chapitres : - 42. "Maneuver 108" - 43. "Her Voice" - 44. "Victory and Defeat" - 45. "Parting" - 46. "Meeting" - 47. "Making the Grade" - 48. "Awakening" - 49. "The Academy" - 50. "The Tests Begin"                                                                               |                 |                   |                 |               |
| 7 | 4 août 2006     | 978-4-08-874144-4 | 17 avril 2009   | 9782505005506 |
| Liste des chapitres : - 51. "Trials & Tribulations" - 52. "Contract Fight" - 53. "The Plan's End" - 54. "Ready to Fight" - 55. "Wings" - 56. "Trust" - 57. "Decision" - 58. "As I Am" - 59. "Stirrings"                                                                                      |                 |                   |                 |               |
| 8 | 4 octobre 2006  | 978-4-08-874267-0 | 12 juin 2009    | 9782505005971 |
| Liste des chapitres : - 60. "Tomas" - 61. "Pretty Things" - 62. "Bonds" - 63. "Before the Storm" - 64. "The Perfect Collection" - 65. "Armor of Flies" - 66. "Absorption" - 67. "Something Complete" - 68. "Finders Keepers"                                                                 |                 |                   |                 |               |
| 9 | 4 décembre 2006 | 978-4-08-874292-2 | 21 août 2009    | 9782505006688 |
| Liste des chapitres : - 69. "Rightful Place" - 70. "Found" - 71. "Heading Out" - 72. "Two Shadows" - 73. "Panza" - 74. "Puppeteer" - 75. "Haunted by the Past" - 76. "Spirit Distillation" - 77. "Pansies"                                                                                   |                 |                   |                 |               |
| 10 | 2 février 2007  | 978-4-08-874319-6 | 2 octobre 2009  | 9782505007098 |
| Liste des chapitres : - 78. "Fate" - 79. "Target" - 80. "Executor Busujima" - 81. "Contact" - 82. "Isabi" - 83. "King of the Mountain" - 84. "The Bells of Troy" - 85. "A New Rule" - Countdown to Death                                                                                     |                 |                   |                 |               |
| 11 | 4 avril 2007    | 978-4-08-874342-4 | 4 décembre 2009 | 9782505007524 |
| Liste des chapitres : - 86. "Flesh and Blood" - 87. "Rescue Mission - 88. "Hope" - 89. "One Inch" - 90. "Of Mice and Men" - 91. "Just a Scrape" - 92. "The Contract's End" - 93. "The Root of Evil" - 94. "Courage" - Bonus Story                                                            |                 |                   |                 |               |
| 12 | 4 juin 2007     | 978-4-08-874367-7 | 2 avril 2010    | 9782505008668 |
| Liste des chapitres : - 95. "Homecoming" - 96. "A Little Trick" - 97. "Aroropathy" - 98. "Writ of Passage" - 99. "Ginji" - 100. "It's Here" - 101. "The Bell" - 102. "Armor" - 103. "Bobby"                                                                                                  |                 |                   |                 |               |
| 13 | 3 août 2007     | 978-4-08-874402-5 | 20 août 2010    | 9782505008675 |
| Liste des chapitres : - 104. "The Bottom of the Sea" - 105. "Payback" - 106. "Superhero" - 107. "The Ring" - 108. "A New Book of Magic Law" - 109. "The Battle Begins" - 110. "What Goes Around" - 111. "Proof" - 112. "Ace in the Hole"                                                     |                 |                   |                 |               |
| 14 | 4 octobre 2007  | 978-4-08-874425-4 | 3 décembre 2010 | 9782505010067 |
| Liste des chapitres : - 113. "Umbrella" - 114. "Buhpu" - 115. "Risk" - 116. "Warning Bells" - 117. "Toys" - 118. "Back-Up Plan" - 119. "Negotiation" - 120. "The Solution" - 121. "Envoy Possession"                                                                                         |                 |                   |                 |               |
| 15 | 4 décembre 2007 | 978-4-08-874446-9 | 15 avril 2011   | 9782505010753 |
| Liste des chapitres : - 122. "Teacher & Student" - 123. "The Knight" - 124. "What Might Have Been" - 125. "Lollipop" - 126. "The Curse" - 127. "Hades" - 128. "Falling Down" - 129. "Some Things Never Change" - 130. "The Long Nightmare" - 131. "Crime and Punishment" - 132. "The Report" |                 |                   |                 |               |
| 16 | 4 février 2008  | 978-4-08-874477-3 | 26 août 2011    | 9782505012146 |
| Liste des chapitres : - 133. "The Stray spirit" - 134. "Attachment" - 135. "Siblings" - 136. "The Chofu Abductions" - 137. "Swallowed" - 138. "A Helping Hand" - 139. "Memories" - 140. "What Cannot Be Seen" - 141. "Distant Thunder"                                                       |                 |                   |                 |               |
| 17 | 4 avril 2008    | 978-4-08-874498-8 | 2 décembre 2011 | 9782505012818 |
| Liste des chapitres : - 142. "Mobilization" - 143. "The Visitor" - 144. "The Charm" - 145. "The Association Army" - 146. "The War Begins" - 147. "The Pentagram" - 148. "Evolution" - 149. "Solitude" - 150. "Adrift"                                                                        |                 |                   |                 |               |
| 18 | 4 juin 2008     | 978-4-08-874526-8 | 2 décembre 2011 | 9782505012825 |
| Liste des chapitres : - 151. "Friends" - 152. "Karma" - 153. "Disbanded" - 154. "Miracle" - 155. "Partners" - 156. "Muhyo and Roji" |                 |                   |                 |               |